# Pluton-1
Плутон-1 — 60-мм фугасний мінометний снаряд. Розроблено спільно WITU та Zakłady Metalowe DEZAMET SA. Серійно випускається з 1999 року. Озброєний запобіжником ZGM.
Це боєприпас міномета ЛМ-60.

## Тактико-технічні дані
- Калібр: 60 мм
- Вага: 2 кг
- Дальність: 2300 м
- Радіус вибуху: 15 м
- Осколки: 1500 шт.
- Початкова швидкість: 166 м / с